# The Case of Lena Smith
The Case of Lena Smith is een Amerikaanse dramafilm uit 1929 onder regie van Josef von Sternberg. Destijds werd de film in Nederland uitgebracht onder de titel De zaak Lena Smith. Van de film is thans slechts een fragment van 4 minuten bewaard gebleven.

## Verhaal
Het Weense kamermeisje Lena Smith is stiekem getrouwd met  de jonge officier Franz Hofrat en ze krijgt een zoon van hem. Als de adellijke ouders van Franz daarachter komen, ontnemen ze Lena haar kind. Franz voelt zich machteloos en pleegt zelfmoord. Lena ontvoert haar zoon en voedt hem alleen op in Hongarije.

## Rolverdeling
| Acteur                 | Personage              |
| ---------------------- | ---------------------- |
| Esther Ralston         | Lena Smith             |
| James Hall             | Franz Hofrat           |
| Gustav von Seyffertitz | Mijnheer Hofrat        |
| Emily Fitzroy          | Mevrouw Hofrat         |
| Fred Kohler            | Stefan                 |
| Betty Aho              | Zus van Stefan         |
| Lawrence Grant         | Commissaris            |
| Leone Lane             | Pepi                   |
| Kay Deslys             | Poldi                  |
| Alex Woloshin          | Conciërge              |
| Ann Brody              | Vrouw van de conciërge |
| Wally Albright         | Franz (3 jaar)         |
| Werner Klingler        | Franz (18 jaar)        |